# L'Historiographe du royaume
L'Historiographe du royaume est un roman de Maël Renouard paru le 2 septembre 2020 aux éditions Grasset.

## Historique
À la rentrée littéraire 2020, le roman est finaliste du prix Goncourt et finaliste du grand prix du roman de l'Académie française (battu par deux voix contre treize à La Grande Épreuve d'Étienne de Montety et deux à Héritage de Miguel Bonnefoy). Il est également sélectionné pour le grand prix Jean-Giono, le prix des Deux Magots et le prix des écrivains du Sud. 

## Résumé
Dans les années 1940, Abderrahmane Eljarib côtoie le futur roi du Maroc Hassan II au prestigieux Collège royal de Rabat. Cette relation perdurera jusqu'à la mort du roi du Maroc à qui Abderrahmane  vouera une loyauté et une fidélité sans faille, malgré des disgrâces. Nommé officiellement « historiographe du royaume », sa mission est de relater  trente ans de l’histoire moderne du Maroc. Il cite de nombreuses références historiques et littéraires qui jalonnent la narration dont les historiographes de Louis XIV et Louis XV, Les Mille et Une Nuits, Saint-Simon, Sartre...